# Fragments of D-Generation
Fragments of D-generation es el segundo álbum de estudio de la banda italiana Disarmonia Mundi, lanzado a través de la disquera italiana Scarlet Records en enero de 2004. Después de numerosos cambios en la alineación, este álbum cuenta con la participación de Björn "Speed" Strid de soilwork en las voces. Se rodó un video de la "Red Clouds" dirigido por el entonces bajista de la banda Mirco Andreis.

## Lista de canciones
1. "Common State of Inner Violence" – 5:19
2. "Morgue of Centuries" – 4:18
3. "Red Clouds" – 5:20
4. "Quicksand Symmetry" – 4:37
5. "Swallow the Flames" – 3:48
6. "Oceangrave" – 4:05
7. "A Mirror Behind" – 5:35
8. "Come Forth My Dreadful One" – 4:14
9. "Shattered Lives and Broken Dreams" – 4:15
10. "Colors of a New Era" – 4:59
11. "Burning Cells" (Japan Bonus Track) - 4:39

## Créditos

### Disarmonia Mundi
- Ettore Rigotti − guitarra, batería, teclados y voz limpia
- Claudio Ravinale − voz gutural, voz gótica, letras
- Mirco Andreis − Bajo

Invitados
- Benny Bianco Chinto - Voces limpias adicionales en los temas 1, 3, 4, 7 y 10
- Björn "Speed" Strid − voz limpia, deathgrowls en todo el álbum
- Willy Barbero - Guitarra líder en todo el álbum
- Guido Suardi - arte y diseño de la portada

- Datos: Q5477729